# CONCACAF Gold Cup 2025 (kwalificatie)
Het kwalificatietoernooi voor de CONCACAF Gold Cup 2025 werd gespeeld om te bepalen welke landen deel mogen nemen aan de Gold Cup van 2025. De wedstrijden werden gespeeld tussen 21 en 25 maart 2025.

## Play-off
Bij de play-off werden twee landen uit de CONCACAF Nations League 2024/25 aan elkaar gekoppeld. De landen spelen twee keer tegen elkaar. De winnaars gaan naar de kwalificatie van de Gold Cup.
|                                |                 |         |                                                                           |                                                                                                |
| 15 november 2024 15:00 (UTC−5) | Kaaimaneilanden | 0 – 6   | Guadeloupe                                                                | Truman Boddensportcomplex, George Town Toeschouwers: 194 Scheidsrechter: Adonai Escobedo (MEX) |
| 15 november 2024 15:00 (UTC−5) |                 | Verslag | 12' Mirval 37' Leborgne 41' Plumain 64' Tille 71' Mixtur 90' (e.d.) Owens | Truman Boddensportcomplex, George Town Toeschouwers: 194 Scheidsrechter: Adonai Escobedo (MEX) |

|                                |            |         |                 |                                                                  |
| 19 november 2024 18:00 (UTC−4) | Guadeloupe | 1 – 0   | Kaaimaneilanden | Stade Roger Zami, Le Gosier Scheidsrechter: Ismael Cornejo (SLV) |
| 19 november 2024 18:00 (UTC−4) | Tille 88'  | Verslag |                 | Stade Roger Zami, Le Gosier Scheidsrechter: Ismael Cornejo (SLV) |

Guadeloupe won met 7–0 over twee wedstrijden en kwalificeert zich voor het kwalificatietoernooi.
|                                |                       |         |              |                                                                                       |
| 14 november 2024 19:00 (UTC−4) | Saint Kitts en Nevis  | 2 – 1   | Cuba         | SKNFA Technical Center, Basseterre Toeschouwers: 459 Scheidsrechter: Tori Penso (USA) |
| 14 november 2024 19:00 (UTC−4) | Sawyers 8' Burley 48' | Verslag | 40' Paradela | SKNFA Technical Center, Basseterre Toeschouwers: 459 Scheidsrechter: Tori Penso (USA) |

|                                |                                                          |         |                      |                                                                                               |
| 18 november 2024 15:00 (UTC−5) | Cuba                                                     | 4 – 0   | Saint Kitts en Nevis | Estadio Antonio Maceo, Santiago de Cuba Toeschouwers: 3.500 Scheidsrechter: Iván Barton (SLV) |
| 18 november 2024 15:00 (UTC−5) | Hernández 40' Piedra 45+3' Paradela 50' Reyes 87' (pen.) | Verslag |                      | Estadio Antonio Maceo, Santiago de Cuba Toeschouwers: 3.500 Scheidsrechter: Iván Barton (SLV) |

Cuba won met 5–2 over twee wedstrijden en kwalificeert zich voor het kwalificatietoernooi.
|                                |                                   |         |              |                                                                            |
| 14 november 2024 19:00 (UTC−6) | Belize                            | 2 – 1   | Frans-Guyana | FFB Field, Belmopan Toeschouwers: 370 Scheidsrechter: Keylor Herrera (CRC) |
| 14 november 2024 19:00 (UTC−6) | Bernárdez 67' (pen.) Martínez 75' | Verslag | 90+3' Torvic | FFB Field, Belmopan Toeschouwers: 370 Scheidsrechter: Keylor Herrera (CRC) |

|                                |                             |         |                         |                                                                                        |
| 19 november 2024 20:00 (UTC−3) | Frans-Guyana                | 2 – 2   | Belize                  | Dr. Ir. Franklin Essed Stadion, Paramaribo, Suriname Scheidsrechter: Marco Ortiz (MEX) |
| 19 november 2024 20:00 (UTC−3) | Nozile 48' Haabo 89' (pen.) | Verslag | 40' Lopez 52' Bernárdez | Dr. Ir. Franklin Essed Stadion, Paramaribo, Suriname Scheidsrechter: Marco Ortiz (MEX) |

Belize won met 4–3 over twee wedstrijden en kwalificeert zich voor het kwalificatietoernooi.
|                                |                  |         |                                              |                                                                                 |
| 15 november 2024 19:00 (UTC−4) | Barbados         | 1 – 4   | Guyana                                       | Wildey Turf, Bridgetown Toeschouwers: 928 Scheidsrechter: Odette Hamilton (JAM) |
| 15 november 2024 19:00 (UTC−4) | Reid-Stephen 17' | Verslag | 26', 59' Glasgow 60' De Rosario 90+2' George | Wildey Turf, Bridgetown Toeschouwers: 928 Scheidsrechter: Odette Hamilton (JAM) |

|                                |                                                    |         |                                |                                                                                |
| 19 november 2024 20:00 (UTC−5) | Guyana                                             | 5 – 3   | Barbados                       | Synthetic Track and Field Facility, Leonora Scheidsrechter: Selvin Brown (HON) |
| 19 november 2024 20:00 (UTC−5) | De Rosario 27', 41', 45+2' Glasgow 57' Jones 90+4' | Verslag | 49', 67' Gale 63' Reid-Stephen | Synthetic Track and Field Facility, Leonora Scheidsrechter: Selvin Brown (HON) |

Guyana won met 9–4 over twee wedstrijden en kwalificeert zich voor het kwalificatietoernooi.

## Deelnemende landen
| Groep | Team       |
| ----- | ---------- |
| A     | Costa Rica |
| A     | Suriname   |
| B     | Jamaica    |
| B     | Honduras   |

| Groep | Team               |
| ----- | ------------------ |
| A     | Guatemala          |
| A     | Martinique         |
| B     | Nicaragua          |
| B     | Trinidad en Tobago |

| Groep | Team                    |
| ----- | ----------------------- |
| A     | St. Vincent en de Gren. |
| D     | Bermuda                 |

| Team       |
| ---------- |
| Guadeloupe |
| Cuba       |
| Belize     |
| Guyana     |

## Wedstrijden
|                             |        |         |                                                                              |                                                           |
| 21 maart 2025 20:00 (UTC−6) | Belize | 0 – 7   | Costa Rica                                                                   | FFB Field, Belmopan Scheidsrechter: Adonis Carrasco (DOM) |
| 21 maart 2025 20:00 (UTC−6) |        | Verslag | 7', 36' (pen.) Ugalde 38' K. Vargas 65' Mitchell 70', 88' Zamora 81' Alcócer | FFB Field, Belmopan Scheidsrechter: Adonis Carrasco (DOM) |

|                             |                                                               |         |               |                                                             |
| 25 maart 2025 19:00 (UTC−6) | Costa Rica                                                    | 6 – 1   | Belize        | Estadio Nacional, San José Scheidsrechter: Julio Luna (GUA) |
| 25 maart 2025 19:00 (UTC−6) | Arzu 1' (e.d.) Bran 6', 66' Martínez 8' Ugalde 36' Zamora 69' | Verslag | 47' Bernárdez | Estadio Nacional, San José Scheidsrechter: Julio Luna (GUA) |

Costa Rica kwalificeert zich voor het hoofdtoernooi.
|                             |                         |         |                     |                                                                    |
| 21 maart 2025 19:00 (UTC−4) | St. Vincent en de Gren. | 1 – 1   | Jamaica             | Arnos Valestadion, Kingstown Scheidsrechter: Karen Hernández (MEX) |
| 21 maart 2025 19:00 (UTC−4) | Anderson 65'            | Verslag | 90+4' (pen.) Bailey | Arnos Valestadion, Kingstown Scheidsrechter: Karen Hernández (MEX) |

|                             |                                           |         |                         |                                                                 |
| 25 maart 2025 19:00 (UTC−5) | Jamaica                                   | 3 – 0   | St. Vincent en de Gren. | Sabina Park, Kingston Scheidsrechter: Pierre-Luc Lauzière (CAN) |
| 25 maart 2025 19:00 (UTC−5) | Brown 27' Johnson 89' (e.d.) Cephas 90+4' | Verslag |                         | Sabina Park, Kingston Scheidsrechter: Pierre-Luc Lauzière (CAN) |

Jamaica kwalificeert zich voor het hoofdtoernooi.
|                             |                                            |         |                                                    |                                                                |
| 21 maart 2025 20:00 (UTC−3) | Bermuda                                    | 3 – 5   | Honduras                                           | Nationaal Stadion, Devonshire Scheidsrechter: Reon Radix (GRN) |
| 21 maart 2025 20:00 (UTC−3) | Crichlow 1' Parfitt 44' Lewis 90+2' (pen.) | Verslag | 60', 66' Quioto 64' Palma 89' Martínez 90+4' Pinto | Nationaal Stadion, Devonshire Scheidsrechter: Reon Radix (GRN) |

|                             |                        |         |         |                                                                                     |
| 25 maart 2025 20:00 (UTC−6) | Honduras               | 2 – 0   | Bermuda | Estadio José de la Paz Herrera Uclés, Tegucigalpa Scheidsrechter: Bryan López (GUA) |
| 25 maart 2025 20:00 (UTC−6) | Benguché 53' Palma 57' | Verslag |         | Estadio José de la Paz Herrera Uclés, Tegucigalpa Scheidsrechter: Bryan López (GUA) |

Honduras kwalificeert zich voor het hoofdtoernooi.
|                             |                       |         |                               |                                                                               |
| 21 maart 2025 21:00 (UTC−4) | Guyana                | 3 – 2   | Guatemala                     | BFA Technical Centre, Bridgetown (Barbados) Scheidsrechter: Iván Barton (SLV) |
| 21 maart 2025 21:00 (UTC−4) | I. Jones 9', 36', 56' | Verslag | 29' Martínez 80' (pen.) Pinto | BFA Technical Centre, Bridgetown (Barbados) Scheidsrechter: Iván Barton (SLV) |

|                             |                     |         |        | |
| 25 maart 2025 18:30 (UTC−6) | Guatemala           | 2 – 0   | Guyana | Estadio Cementos Progreso, Guatemala-Stad Toeschouwers: 10.000 Scheidsrechter: Lukasz Szpala (USA) |
| 25 maart 2025 18:30 (UTC−6) | Rubin 11' Lemus 76' | Verslag |        | Estadio Cementos Progreso, Guatemala-Stad Toeschouwers: 10.000 Scheidsrechter: Lukasz Szpala (USA) |

Guatemala kwalificeert zich voor het hoofdtoernooi.
|                             |          |         |                    |                                                                             |
| 21 maart 2025 16:00 (UTC−4) | Cuba     | 1 – 2   | Trinidad en Tobago | Estadio Antonio Maceo, Santiago Scheidsrechter: Juan Gabriel Calderón (CRC) |
| 21 maart 2025 16:00 (UTC−4) | Matos 6' | Verslag | 20' Lee 53' Yeates | Estadio Antonio Maceo, Santiago Scheidsrechter: Juan Gabriel Calderón (CRC) |

|                             |                                   |         |      |                                                                   |
| 25 maart 2025 19:00 (UTC−4) | Trinidad en Tobago                | 4 – 0   | Cuba | Ato Boldonstadion, Couva Scheidsrechter: César Arturo Ramos (MEX) |
| 25 maart 2025 19:00 (UTC−4) | Lee 22', 37' Molino 51' James 84' | Verslag |      | Ato Boldonstadion, Couva Scheidsrechter: César Arturo Ramos (MEX) |

Trinidad en Tobago kwalificeert zich voor het hoofdtoernooi.
|                             |          |         |            | |
| 21 maart 2025 19:00 (UTC−3) | Suriname | 1 – 0   | Martinique | Dr. Ir. Franklin Essed Stadion, Paramaribo Toeschouwers: 2.748 Scheidsrechter: Víctor Cáceres (MEX) |
| 21 maart 2025 19:00 (UTC−3) | Kerk 52' | Verslag |            | Dr. Ir. Franklin Essed Stadion, Paramaribo Toeschouwers: 2.748 Scheidsrechter: Víctor Cáceres (MEX) |

|                             |            |         |          |                                                                       |
| 25 maart 2025 19:00 (UTC−4) | Martinique | 0 – 1   | Suriname | Stade Pierre-Aliker, Fort-de-France Scheidsrechter: José Torres (PUR) |
| 25 maart 2025 19:00 (UTC−4) | Pherai 80' | Verslag |          | Stade Pierre-Aliker, Fort-de-France Scheidsrechter: José Torres (PUR) |

Suriname kwalificeert zich voor het hoofdtoernooi.
|                             |            |         |           |                                                                   |
| 21 maart 2025 20:00 (UTC−4) | Guadeloupe | 1 – 0   | Nicaragua | Stade Roger Zami, Le Grosier Scheidsrechter: Nelson Salgado (HON) |
| 21 maart 2025 20:00 (UTC−4) | David 17'  | Verslag |           | Stade Roger Zami, Le Grosier Scheidsrechter: Nelson Salgado (HON) |

|                             |           |         |            |                                                                    |
| 25 maart 2025 18:30 (UTC−6) | Nicaragua | 0 – 1   | Guadeloupe | Estadio Nacional, Managua Scheidsrechter: Fernando Hernández (MEX) |
| 25 maart 2025 18:30 (UTC−6) |           | Verslag | 64' Mirval | Estadio Nacional, Managua Scheidsrechter: Fernando Hernández (MEX) |

Guadeloupe kwalificeert zich voor het hoofdtoernooi.

## Website
Website CONCACAF